# 阿斯马里诺
阿斯马里诺（Asmarino）是由居住在美國的厄立特里亚侨民於1997年创建的一個新闻网站。有人在該網站上刊登一些批評厄立特里亚當局的文章。